# Bez naglih skokova
A Bez naglih skokova a Galija együttes 1984-ben megjelent nagylemeze, melyet az RTB adott ki. Katalógusszáma: 2121018.

## Az album dalai

### A oldal
1. Tačno u 5 i 30 (4:04)
2. Ti me svojom hladnoćom ne kušaj (4.18)
3. Meksiko (4:51)
4. San (5.03)

### B oldal
1. Biću tu (3:00)
2. Igraj kad si sam (2:58)
3. Bilo je dobro	(4:00)
4. Jednom (5:07)
5. Pesma (2:52)

## Közreműködők
- Nenad Milosavljević – ének, akusztikus gitár, harmonika
- Predrag Milosavljević – ének
- Branislav Radulović – gitár
- Zoran Radosavljević – basszusgitár
- Saša Lokner – billentyűs hangszerek
- Boban Pavlović – dob, ütős hangszerek